# Luftwaffes hederspokal
Luftwaffes hederspokal (tyska Ehrenpokal für besondere Leistung im Luftkrieg) var en tysk militär utmärkelse som tilldelades välförtjänt personal inom Luftwaffe, det tyska flygvapnet. Utmärkelsen instiftades av befälhavaren för Luftwaffe, Hermann Göring, den 27 februari 1940.
Pokalen utdelades till dem som redan dekorerats med Järnkorset av första klassen, men ännu inte gjort sig förtjänta av Tyska korset eller Riddarkorset. Pokalen fanns i två varianter: en i finsilver och en i nysilver. Pokalens åtsida visar två mot varandra kämpande örnar, medan frånsidan har ett järnkors i högrelief.

### Webbkällor
- ”The Honor Goblet – Ehrenpokal” (på engelska). Wehrmacht-Awards.com. Arkiverad från originalet den 3 augusti 2014. https://www.webcitation.org/6RYZtzmWi?url=http://www.wehrmacht-awards.com/service_awards/honor_awards/goblet/first.htm. Läst 3 augusti 2014.